# Macromitrium laosianum
Macromitrium laosianum là một loài rêu trong họ Orthotrichaceae. Loài này được Paris & Broth. mô tả khoa học đầu tiên năm 1908.